# Schieß-Europameisterschaften Flinte 2024
Die 54. Schieß-Europameisterschaften Flinte 2024, fanden vom 17. bis 26. Mai 2024 in Lonato del Garda, Italien für Flinten-Wettbewerbe statt. Es nahmen 442 Athletinnen, Athleten, Juniorinnen und Junioren aus 42 Ländern teil.

## Quotenplätze für Olympia 2024
Die Europameisterschaften Flinte 2024 dienten zugleich als Qualifikationsturnier für die Olympischen Sommerspielen 2024 in Paris. Folgende Sportlerinnen und Sportler konnte für ihr Land einen Quotenplatz erringen:
- Trap Männer, Alberto Fernandez, ESP
- Trap Frauen, Rumeysa Pelin Kaya, TUR
- Skeet Männer, Sven Korte, GER
- Skeet Frauen, Lucie Anastassiou, FRA

## Ergebnisse

### Erwachsene

#### Männer
| Wettbewerb       | Gold                                                                      | Gold | Silber                                                                 | Silber | Bronze                                            | Bronze |
| ---------------- | ------------------------------------------------------------------------- | ---- | ---------------------------------------------------------------------- | ------ | ------------------------------------------------- | ------ |
| Skeet            | Sven Korte                                                                | 52   | Anatolii Semenenko                                                     | 50     | Andrij Kobsaruk                                   | 41     |
| Skeet Mannschaft | Vereinigtes KönigreichKarl Killander Mitchell Brooker-Smith Ben Llewellin | 365  | ItalienLuigi Lodde Tammaro Cassandro Gabriele Rossetti                 | 360    | TschechienDaniel Korčák Radek Prokop Tomáš Nýdrle | 359    |
| Trap             | Alberto Fernández                                                         | 46   | Yavuz İlnam                                                            | 44     | Boštjan Maček                                     | 34     |
| Trap Mannschaft  | TürkeiYavuz İlnam Oğuzhan Tüzün Nedim Tolga Tunçer                        | 359  | Vereinigtes KönigreichNathan Hales Matthew Coward-Holley Aaron Heading | 357    | FinnlandJukka Laakso Juho Mäkelä Eemil Pirttisalo | 356    |

#### Frauen
| Wettbewerb       | Gold                                                       | Gold   | Silber                                                     | Silber | Bronze                                                           | Bronze |
| ---------------- | ---------------------------------------------------------- | ------ | ---------------------------------------------------------- | ------ | ---------------------------------------------------------------- | ------ |
| Skeet            | Diana Bacosi                                               | 56     | Lucie Anastassiou                                          | 51     | Daria Turulo                                                     | 41     |
| Skeet Mannschaft | SlowakeiVanesa Hocková Monika Štibravá Danka Barteková     | 352    | ItalienDiana Bacosi Martina Bartolomei Simona Scocchetti   | 350    | ZypernAlndri Eleftheriou Panagiota Andreou Anastasia Eleftheriou | 349    |
| Trap             | Fátima Gálvez                                              | 46 EER | Kathrin Murche                                             | 44     | Rümeysa Pelin Kaya                                               | 34     |
| Trap Mannschaft  | FinnlandSatu Mäkelä-Nummela Noora Antikainen Mopsi Veromaa | 345    | ItalienJessica Rossi Maria Lucia Palmitessa Silvana Stanco | 343    | DeutschlandKathrin Murche Sarah Bindrich Nadine Halwax           | 334    |

#### Mixed
| Wettbewerb | Gold                             | Gold | Silber                                   | Silber | Bronze                              | Bronze  |
| ---------- | -------------------------------- | ---- | ---------------------------------------- | ------ | ----------------------------------- | ------- |
| Skeet      | Lucie Anastassiou Éric Delaunay  | 43   | Efthimios Mitas Emmanouela Katzouraki    | 42     | Jakub Tomeček Barbora Šumová        | 41 (36) |
| Trap       | Mauro De Filippis Silvana Stanco | 7    | Giovanni Pellielo Maria Lucia Palmitessa | 3      | Gian Marco Berti Alessandra Perilli | 7 (3)   |

### Juniorinnen und Junioren

#### Junioren
| Wettbewerb       | Gold                                                 | Gold            | Silber                                                                | Silber          | Bronze                                                                          | Bronze |
| ---------------- | ---------------------------------------------------- | --------------- | --------------------------------------------------------------------- | --------------- | ------------------------------------------------------------------------------- | ------ |
| Skeet            | Riccardo Mignozzetti                                 | 54              | Marco Coco                                                            | 53              | Panagiotis Gerochristos                                                         | 43     |
| Skeet Mannschaft | ItalienMarco Coco Matteo Bragalli Antonio La Volpe   | 358             | DeutschlandMaximilian Alexander Seibel Luis Lange Valentin Woestmeyer | 345             | GriechenlandPanagiotis Gerochristos Efraim Nikolantonakis Andreas Despotopoulos | 343    |
| Trap             | Matteo D'Ambrosi                                     | 41 Shoot-off: 2 | Nico Sciberras                                                        | 41 Shoot-off: 1 | Luca Gerri                                                                      | 32     |
| Trap Mannschaft  | ItalienLuca Gerri Matteo D'Ambrosi Riccardo Mirabile | 357             | DeutschlandMarius John Tim-Luka Schmidt Pius Rosenecker               | 337             | TschechienPetr Dornicak Jaromir Hanak Ondrej Stastny                            | 335    |

#### Juniorinnen
| Wettbewerb       | Gold                                                  | Gold | Silber                                                      | Silber | Bronze                                                  | Bronze |
| ---------------- | ----------------------------------------------------- | ---- | ----------------------------------------------------------- | ------ | ------------------------------------------------------- | ------ |
| Skeet            | Arianna Nember                                        | 52   | Madeleine Zarina Russell                                    | 51     | Elizaveta Boiarshinova                                  | 39     |
| Skeet Mannschaft | ItalienArianna Nember Eleonora Ruta Viola Picciolli   | 333  | SlowakeiMiroslava Hocková Adriána Zajíčkov Dominika Valkova | 332    | DeutschlandEmilie Bundan Annabella Hettmer Luise Middel | 327    |
| Trap             | Martina Matějková                                     | 39   | Elena Navelli                                               | 38     | Noelia Pontes Villarrubia                               | 30     |
| Trap Mannschaft  | ItalienElena Navelli Giorgia Lenticchia Marika Patera | 331  | DeutschlandLea Blank Romy Gramowski Josephine Schwenzfeier  | 271    | –                                                       | –      |

#### Mixed
| Wettbewerb | Gold                              | Gold | Silber                           | Silber | Bronze                                 | Bronze  |
| ---------- | --------------------------------- | ---- | -------------------------------- | ------ | -------------------------------------- | ------- |
| Skeet      | Matteo Bragalli Eleonora Ruta     | 41   | Martin Horvath Miroslava Hocková | 38     | Levan Kapanadze Elizaveta Boiarshinova | 39 (34) |
| Trap       | Matteo Dambrosi Giorgia Lenticcia | 7    | Ondrej Stastny Martina Matějková | 1      | Thomas William Betts Leah Southall     | 6 (4)   |

## Medaillenspiegel
| Platz  | Land                           | Gold | Silber | Bronze | Gesamt |
| ------ | ------------------------------ | ---- | ------ | ------ | ------ |
| 01     | Italien                        | 7    | 3      | 1      | 11     |
| 02     | Tschechien                     | 5    | 4      | 1      | 10     |
| 03     | Deutschland                    | 2    | 2      | 1      | 5      |
| 04     | Spanien                        | 2    | —      | 1      | 3      |
| 05     | Vereinigtes Königreich         | 1    | 2      | 1      | 4      |
| 06     | Zypern                         | 1    | 1      | 2      | 4      |
| 06     | Ukraine                        | 1    | 1      | 2      | 4      |
| 08     | Polen                          | 1    | —      | —      | 1      |
| 09     | Türkei                         | —    | 2      | 2      | 4      |
| 10     | Individuelle Neutrale Athleten | —    | 1      | 1      | 2      |
| 10     | Slowakei                       | —    | 1      | 1      | 2      |
| 12     | Georgien                       | —    | —      | 2      | 2      |
| 12     | Slowenien                      | —    | —      | 2      | 2      |
| 14     | Griechenland                   | —    | —      | 1      | 1      |
| 14     | San Marino                     | —    | —      | 1      | 1      |
| Gesamt | Gesamt                         | 20   | 20     | 19     | 59     |